# 1901 în literatură
- 1900 în literatură — 1901 în literatură — 1902 în literatură

Anul 1901 în literatură a implicat o serie de noi cărți semnificative.

## Cărți noi
- Ion Luca Caragiale - Momente și schițe
- John Kendrick Bangs - Mr. Munchausen
- L. Frank Baum - American Fairy Tales
  - - The Master Key
  - - Dot and Tot of Merryland
- René Boylesve - La Becquée
- Samuel Butler - Erewhon Revisited
- Hall Caine - The Eternal City
- Colette - Claudine à Paris
- Joseph Conrad și Ford Madox Ford - The Inheritors
- Victoria Cross - Anna Lombard
- George Douglas - The House with the Green Shutters
- Miles Franklin - My Brilliant Career
- Géza Gárdonyi - A láthatatlan ember
- Henry James - The Sacred Fount
- Rudyard Kipling - Kim
- Thomas Mann - Buddenbrooks
- George Moore - Sister Theresa
- Frank Norris - The Octopus
- Charles-Louis Philippe - Bubu de Montparnasse
- Luigi Pirandello - L'Esclusa
- José Maria de Eça de Queiroz - A Cidade e as Serras
- Rabindranath Tagore - Nastanirh
- Jules Verne
  - Les Histoires de Jean-Marie Cabidoulin
  - Le Village aérien 
  - The Village in the Treetops
- H. G. Wells - The First Men in the Moon
- Emile Zola - Travail

## Teatru
- Gabriele D'Annunzio - Francesca da Rimini
- Anton Cehov - Trei Surori
- August Strindberg - A Dream Play

## Poezie
- Șt.O. Iosif - Patriarhale
- Henry Ames Blood - Selected Poems of Henry Ames Blood
- Maxim Gorky - Песня о Буревестнике

## Nașteri
- dată necunoscută Bellu Zilber, scriitor român (d. 1978)
- dată necunoscută George Dumitrescu, poet român (d. 1972)
- 31 ianuarie - Marie Luise Kaschnitz, scriitoare germană (d. 1974)
- 13 februarie - Lewis Grassic Gibbon, romancier (d. 1974)
- 23 februarie - Ivar Lo-Johansson, scriitor suedez (d. 1990)
- 10 aprilie - Anna Kavan, autor (d. 1968)
- 15 mai: Xavier Herbert, scriitor australian (d. 1984)
- 17 mai: Pompiliu Constantinescu, critic literar român (d. 1946)
- 1 iunie - John Van Druten, dramatist (d. 1957)
- 20 iulie - Dilys Powell, critic de film (d. 1995)
- 25 iulie - Ruth Krauss, scriitor de cărți pentru copii, poet (d. 1993)
- 10 august - Sergio Frusoni, poet (d. 1975)
- 20 august: Salvatore Quasimodo, scriitor italian, laureat al Premiului Nobel (d. 1968)
- 3 septembrie - James Hanley, romancier (d. 1985)
- 12 septembrie: Gusztáv Abafáy (Gusztáv Öffenberger), scriitor, istoric literar și publicist maghiar din România, (d. 1995)
- 3 noiembrie: André Malraux, scriitor, ziarist și om politic francez (d. 1976)
- 9 noiembrie: Tivadar Ács, scriitor, jurnalist, și istoric maghiar (d. 1974)
- 26 noiembrie: Mihail Drumeș, scriitor român (d. 1982)
- 9 decembrie - Ödön von Horváth, dramaturg și romancier (d. 1938)
- 16 decembrie - Margaret Mead, antropolog și autor (d. 1978)

## Decese
- 15 februarie - Maurice Thompson, romancier
- 24 martie - Charlotte Mary Yonge, romancier
- 12 aprilie - Auguste Sabatier, teolog (n. 1839)
- 9 iunie - Walter Besant, romancier
- 10 iunie - Robert Williams Buchanan, scriitor
- 7 iulie - Johanna Spyri, autor
- 20 iulie - William Cosmo Monkhouse, poet și critic de artă
- 27 iulie - Brooke Foss Westcott, teolog
- 31 octombrie - Julien Leclercq, poet și critic de artă
- 22 noiembrie: Vasile Urechea-Alexandrescu, istoric și scriitor român, om politic (n. 1834)
- dată necunoscută - Victor Balaguer, dramaturg și poet

## Premii
- Premiul Nobel pentru Literatură: Sully Prudhomme - primul câștigător al premiului Nobel pentru literatură